# David Popper

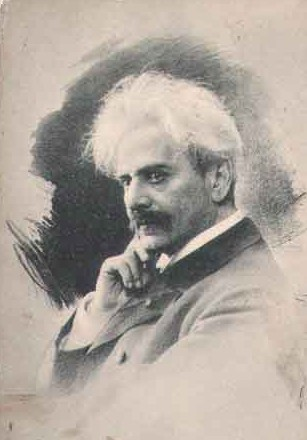

David Popper (Praag, 18 juni 1843 – Baden, 7 augustus 1913) was een Boheems cellist en componist.

## Poppers leven
Popper werd geboren in Praag, waar hij studeerde aan het conservatorium. Cello-onderwijs kreeg hij van Julius Goltermann in Frankfurt am Main. Zijn eerste tournee maakte hij in 1863, waar zijn spel werd gewaardeerd door Hans von Bülow. Deze dirigent bewerkstelligde een benoeming van Popper als kamermuziekvirtuoos aan het hof van Frederik Willem Constantijn van Hohenzollern-Hechingen te Löwenberg (1868), maar al na een jaar raakte hij deze baan kwijt door de dood van de prins. Zijn debuut in Wenen maakte hij in 1872 waarna hij de eerste cellist van de Weense Staatsopera werd. In 1872 trad Popper in het huwelijk met Sophie Menter, een leerlinge van Franz Liszt (ontbonden in 1886). Na een aantal jaren beëindigde Popper zijn werk bij de Staatsopera en ging hij samen met zijn vrouw in verschillende Europese landen concerten geven. Vanaf 1896 gaf hij zelf celloles als professor aan het conservatorium in Boedapest. 
Hij stierf in Baden, nabij Wenen.

## Werken
Popper schreef veel werken voor de cello, waaronder vier concerten, een requiem voor drie cello's en orkest en een aantal kamermuziekwerken. Popper geniet ook vooral bekendheid door zijn gerenommeerde etudes die nog vaak worden gespeeld. Niet iedereen is even gecharmeerd van zijn hoogst virtuoze stukken als bijvoorbeeld het Spinnlied. Deze werken brengen vaak een "Johann Strauss jr.-achtig" sfeertje met zich mee.

### Bekende werken
- Hohe Schule des Violoncellospiels - Vierzig Etüden für Violoncello solo, opus 73
- Concert voor violoncello en orkest in D-groot, opus 8
- Concert voor violoncello en orkest in E-groot, opus 24
- Elfentanz, voor violoncello en orkest of piano, opus  39
- Im Walde, suite voor violoncello en orkest of piano, opus 50 (1882)
- Papillon, voor violoncello en orkest of piano, opus 34
- Requiem, voor 3 violoncello's en orkest of piano, opus 66 (1892)
- Sérénade, voor violoncello en piano, opus 54.2
- Das Spinnrad oder Spinnlied, violoncello en piano, opus 55
- 3 Stücke, violoncello en piano, opus 11 (1874)
- 3 Stücke, violoncello en piano, opus 64 (1892)
- Wie einst in schöner'n Tagen, violoncello en piano
- Suite voor 2 violoncello's, opus 16 (1876)
- Tarentelle, violoncello en orkest, opus  33
- Ungarischer Rhapsodie, suite voor violoncello en orkest of piano , opus  68 (1894)

- Bibsys: 3030338
- Biblioteca Nacional de España: XX1167017
- Bibliothèque nationale de France: cb13898609h (data)
- CiNii: DA08179428
- Gemeinsame Normdatei: 116268409
- International Standard Name Identifier: 0000 0001 1046 7067
- Library of Congress Control Number: n80063359
- Nationale Bibliotheek van Letland: 000038699
- MusicBrainz: cbb10897-db54-4ee1-8faa-47cb4a3d920f
- Bibliotheek van het Japanse parlement: 01056664
- Nationale Bibliotheek van Tsjechië: xx0000995
- Nationale bibliotheek van Australië: 35359989
- Nationale Bibliotheek van Israël: 987007282700805171
- Nationale Bibliotheek van Polen: a0000001096651
- Nationale en Universitaire bibliotheek Zagreb: 000663159
- Nederlandse Thesaurus van Auteursnamen: 069956278
- Réseau des bibliothèques de Suisse occidentale: 02-A003705503
- SNAC: w61r6q6c
- Système universitaire de documentation: 166668699
- Trove: 924949
- Virtual International Authority File: 24788205
- WorldCat: E39PBJcGjm8yc4rwCVBT3dbmVC